# Stenogobius polyzona
Stenogobius polyzona là một loài cá thuộc họ Gobiidae. Nó là loài đặc hữu của Madagascar. Môi trường sống tự nhiên của nó là các con sông.